# Campionati europei di sci nautico - velocità 2010
I campionati europei di sci nautico per la specialità della velocità, tenutisi a Cadice in Spagna tra il 21 e il 28 agosto 2010, sono stati la trentaduesima edizione della manifestazione.
La gara maschile ha visto il britannico Darren Kirkland aggiudicarsi il quarto titolo, quella femminile ha visto la belga Lena Feringa aggiudicarsi il primo.

## Risultati

### Uomini F1
| Pos.    | Nome                 | Nazione     | Totale  | Gara 1  | Gara 2  | Gara 3  | Gara 4  |
| ------- | -------------------- | ----------- | ------- | ------- | ------- | ------- | ------- |
| Oro     | Darren Kirkland      | Regno Unito | 3000,00 | 1000,00 | 1000,00 | 1000,00 | 1000,00 |
| Argento | Kenny Weckx          | Belgio      | 2828,02 | 909,81  | 931,60  | 949,63  | 946,79  |
| Bronzo  | Marc Avella          | Spagna      | 2618,42 | 862,82  | 884,59  | 871,01  | 823,35  |
| 4       | Martin Praschinger   | Austria     | 2541,87 | 826,70  | 818,18  | 840,14  | 875,03  |
| 5       | Jose M. Glez Ledesma | Spagna      | 2495,64 | 831,12  | 0,00    | 818,51  | 846,01  |
| 6       | Tim Lewalter         | Germania    | 2172,33 | 661,79  | 774,00  | 0,00    | 736,54  |
| 7       | Steven Van Gaeveren  | Belgio      | 1885,23 | 0,00    | 0,00    | 959,84  | 925,39  |
| 8       | Aron Fuentes         | Spagna      | 1792,25 | 540,05  | 599,16  | 631,02  | 562,07  |
| 9       | Jose R. Dominguez    | Spagna      | 1249,50 | 0,00    | 0,00    | 616,78  | 632,72  |

### Donne F1
| Pos.    | Nome             | Nazione     | Totale  | Gara 1  | Gara 2  | Gara 3  | Gara 4  |
| ------- | ---------------- | ----------- | ------- | ------- | ------- | ------- | ------- |
| Oro     | Lena Feringa     | Belgio      | 3000,00 | 1000,00 | 1000,00 | 1000,00 | 967,32  |
| Argento | Kathrin Ortlieb  | Austria     | 2851,29 | 957,37  | 0,00    | 893,92  | 1000,00 |
| Bronzo  | Vicky Leysen     | Belgio      | 2786,60 | 978,93  | 881,21  | 877,48  | 926,46  |
| 4       | Claire Kirk      | Regno Unito | 2425,33 | 769,84  | 815,39  | 824,91  | 785,03  |
| 5       | Cristina Guanche | Spagna      | 2047,19 | 572,24  | 658,41  | 680,28  | 708,50  |
| 6       | Noemi Perez Hdez | Spagna      | 1420,20 | 430,09  | 407,85  | 493,47  | 496,64  |